# Мрака
Мрака је једна од добро познатих, веома занимљивих и нажалост врло мало истражених у дубинским бугарским земљама.
Најранији сачувани рукописни књижевни споменик у коме се помиње ово име је „Зборник попа Драгоља“ из треће четвртине 13. века.
Мрака као и слично и суседно Грахово поље (Граово), као и насеља Земен и Брезник, постојало у 12. веку, као околности и предуслови због којих су били укључени у тадашњу књижевну традицију, за разлику од имена Гра(х)ово, које се у споменике поново открива тек у 15. веку.
„О тами” и околним средњовековни Земљенград (да се не меша његово место са данашњим истоименим градом Земен) од 30-их до 40-их година овог периода сачуване су три повељје српског краља Стефана Душана (1331-1355) у корист манастира Хилендара и на штету права манастирске цркве „Св. Никола Мраћки”. 1347. бугарски цар Јован Александар (1331-1371) издао је златну повељју којом је потврдио ставропигални статус манастира „Св. Никола Оре(х)овски“, за кога се у науци сматра да је идентичан са горњом црквом. Постоји још једно уверење, касни фалсификат с краја четрнаестог и петнаестог века, сачињен на основу текста бугарског документа и вероватно укључује одломке из нечуване историјске потврде коју је издао српски краљ Стефан Дечански (1321-1331). Скуп потврда који дефинишу правни статус и имовинско стање малог манастира интересантан је пример колико је голотиње потом кружио да би се утврдила имовина много већих и богатијих манастира, чији се трагови губе услед намерног и ненамерног уништења.
Вероватно у периоду 11. века — 14. века манастир Белово у близини села Белово (данас град Земен) је такође у територијалном домету Мрака, за разлику од средњовековног града Земљенград, који се налази близу, али изван границе Мрака. Директни трагови привилегија и средстава за живот на овом иконичном локалитету нису сачувани. Ктиторски натпис у тамошњој цркви пружа један од важних индиректних доказа пажње која му је посвећена, и истовремено да овај део периферије Мраке поново падне ван граница Трновског царства, под надлежношћу деспота Дејана и потом његови синови Јован и Константин, убрзо након 1347, када је издата бугарска царевска повељја.
У време последњег владара и после његове смрти 1395. године у бици на Ровинама, започела је интеграција ових земаља у османску државу.

## Види jош
- Састанак у Мраку
- Цар Срба и Грка